# تل الشور
تل الشور قرية في ناحية مركز قرى حمص التابعة لمنطقة حمص في محافظة حمص في سورية.